# Неисправимый Гуфи
«Неисправимый Гуфи» (англ. An Extremely Goofy Movie) — американский комедийный полнометражный мультипликационный фильм, выпущенный кинокомпанией Disney в 2000 году.

## Сюжет
Макс повзрослел и отправляется учиться в колледж вместе с Пи-Джеем и Бобби. Он рад вырваться из-под гиперопеки отца, но Гуфи очень жалеет о расставании с любимым сыном, настолько, что впадает в депрессию и лишается работы. Он приходит на биржу труда, и там ему говорят, что, чтобы получить работу, он должен окончить колледж (он говорит, что проучился три года, после чего нечто ему помешало — вероятно, на свет появился Макс, а его жена затем умерла).
В колледже Макс и его друзья знакомятся с Брэдли Снобберкрастом III, лидером студенческого братства «Гамма» и талантливым скейтером, а также с его верным спутником по прозвищу Танк. Брэдли восхищён спортивным талантом Макса и, нагнав его в местном кафе, предлагает ему присоединиться к «Гамме» для участия в X-геймиаде — ежегодных спортивных соревнованиях среди студентов. Макс отказывает ему, так как не хочет бросать друзей. Между ними возникает перепалка, которую прерывает выступающая здесь поэтесса, и она же ставит Брэдли на место, демонстрируя ему, что никто из присутствующих не одобряет его поведения. Макс и Брэдли заключают пари: тот, кто проиграет в X-геймиаде, будет на побегушках у победителя. В это время Гуфи решает поступить в этот же колледж, чем повергает сына в ужас. Чтобы вновь избавиться от отцовской заботы, Макс как-то предлагает ему оформить в библиотеке читательский билет, и здесь завязывается знакомство Гуфи с библиотекарем Сильвией. Случайно оказавшись на скейтплощадке, Гуфи по неуклюжести делает небывалые трюки. Брэдли видит это и предлагает Гуфи стать членом «Гаммы». Гуфи сначала отказывается, но, поговорив с Максом, который рад подсунуть сопернику проигрышного игрока, решает принять это предложение.
Наступает отборочный тур X-геймиады. Брэдли действует «как обычно», то есть жульничает: он отправляет Гуфи выступать от их команды, прикрепив ему на скейтборд реактивный двигатель, а потом ослепляет Макса при помощи карманного зеркала и заставляет его упасть во время выступления. В результате «Гамма» получает максимальную оценку, а Макс, Пи-Джей и Бобби с трудом набирают проходной балл. Расстроенный Макс срывает злость на отце, и из-за этого Гуфи заваливает зимнюю сессию и ссорится с Сильвией. В конце концов, он уезжает домой. Макс решает бросить этот колледж и перевестись отсюда, подальше от Гуфи, но Пи-Джею и Бобби вместе с их новой подругой-поэтессой удаётся вернуть ему боевой дух. Гуфи после разговора с Питом приходит к такой же мысли не сдаваться. Он возвращается в колледж, извиняется перед Сильвией и сдаёт сессию на одни пятёрки. Он по собственному желанию уходит из «Гаммы» и неожиданно слышит из разговора других участников команды, как Брэдли признаётся, что всё время играет нечестно. Гуфи сразу же рассказывает об этом Максу, однако тот не верит, всё ещё обижаясь на отца.
Начинаются последние соревнования. Благодаря проделкам Брэдли в финал проходят только две команды — команда «Гамма» и команда Макса. Перед началом финальной гонки-триатлона Брэдли выводит Пи-Джея из игры, и в команде Макса недостаёт одного участника. Макс понимает, что отец был прав, просит Гуфи присоединиться к ним, и тот не может отказать. Во время гонки помощники Брэдли пытаются помешать команде Макса, но у них выходит только вывести из строя Бобби и одного из команды «Гамма», а Макс и Гуфи вырываются вперёд. Брэдли собирается применить очередной трюк и достаёт пульт с кнопкой. Гуфи замечает это и не даёт ему совершить подлость. Тем не менее, падая, Брэдли задевает желанную кнопку, но ловушка срабатывает не по плану, вследствие чего на поле начинается пожар. Макс и Танк попадают под упавшую горящую конструкцию. Танк зовёт Брэдли на помощь, но тот проезжает мимо, и вместо этого ему помогают выбраться Макс и Гуфи. Танк злится на Брэдли и помогает Максу набрать скорость, и Макс приходит к финишу первым, опередив соперника. Брэдли, сжав зубы, напоминает про пари. Макс советует ему вспомнить про Танка, который, не простив предательства, воздаёт Брэдли по заслугам.
В конце учебного года Гуфи выпускается из колледжа, а Макс пока остаётся учиться. Сильвия продолжает отношения с Гуфи, и они уезжают провести время вместе. Перед этим Гуфи говорит сыну, что нашёл работу прямо в колледже, чтобы всё время быть с ним рядом, но потом объясняет ошеломлённому Максу, что пошутил.

## Персонажи
- Макс Гуф (англ. Max Goof) — сын Гуфи, талантливый скейтер, увлекающийся скейтбордингом с самого детства.
- Гуфи (англ. Goofy Goof) — отец Макса, неуклюжий и рассеянный. По ходу действия фильма знакомится с библиотекарем Сильвией и завязывает с ней роман, а также открывает в себе талант к скейтбордингу.
- Пи-Джей (англ. P.J.) — лучший друг Макса, талантливый скейтер, но менее талантливый, чем Макс. Страдает от ожирения и неуверенности в себе. По сюжету фильма сближается с девушкой в берете, но неизвестно, романтические у них отношения, или же они просто друзья.
- Роберт «Бобби» Зиммеруски (англ. Robert "Bobby" Zimmeruski) — друг Макса и Пи-Джея, талантливый роллер, имеет весёлый характер и часто ведёт себя вызывающе.
- Брэдли Снобберкраст III (англ. Bradley Uppercrust III) — лидер братства «Гамма», многократный чемпион Х-геймиады, держал первенство с первого года учёбы в колледже, заносчивый и эгоистичный. Талантливый спортсмен, но несмотря на это старается всего достигать путём жульничества и обмана.
- Сильвия Марпоул (англ. Sylvia Marpole) — библиотекарь в колледже, где учатся Макс и Гуфи. На работе всегда аккуратна, вежлива и серьёзна, однако на самом деле она — фанат диско и эпохи 1970-х годов. По событиям фильма у неё завязывается роман с Гуфи.
- Девушка в берете — поэтесса, выступающая в кафе «На Бобах». Увлекается философией и мелодекламацией, носит чёрный обтягивающий костюм и чёрный берет. Во многом её образ схож с субкультурой битников. Её имя не было названо, хотя Брэдли однажды назвал её «мисс Моккаччино», но неизвестно, это настоящая её фамилия или же шутка Брэдли.
- Пит (англ. Pete) — сосед Гуфи и отец Пи-Джея. В этом фильме Пит выступает как эпизодический персонаж. Вместе с Гуфи они устраивают ребятам проводы в колледж. В отличие от Гуфи Пит был рад расстаться с сыном и планировал переделать комнату Пи-Джея в зал для боулинга.
- Танк (англ. Tank) — правая рука Брэдли, беспрекословно выполняющий его приказы, очень высокий, полный и мускулистый парень. После того, как Брэдли бросил его в беде, он обозлился на Брэдли и стал помогать Максу.

## Роли озвучивали
- Макс — Джейсон Марсден
- Гуфи — Билл Фармер
- Пи-Джей — Роб Полсен
- Бобби — Поли Шор
- Пит — Джим Каммингс
- Брэдли — Джефф Беннетт
- Сильвия — Нойвирт Биби
- Девушка в берете — Викки Льюис
- Танк — Брэд Гэрретт

## Награды
Мультфильм получил награду за «лучшее анимационное домашнее видео», а Билл Фармер был номинирован на «лучшую озвучку от исполнителя-мужчины» на 28 Annie Awards в 2000 году. Rotten Tomatoes в настоящее время оценивает фильм на 63 % на основе 8 обзоров, что делает его одним из немногих сиквелов Disney, которые оценены выше, чем его предшественник.